# 宇力電子

宇力電子LOGO

宇力電子股份有限公司（ULi Electronics Inc.）於2002年底成立，是一間從揚智科技（ALi Corporation）的晶片組設計部門分割出來的半導體設計公司。2005年12月14日，美國NVIDIA公司宣佈收購宇力電子。
公司成立初期主要研發處理器用晶片組，包括AMD、英特尔和全美達平台。除了晶片組外，亦有研發各種控制器，例如USB和SATA控制器。併購前夕，該公司的主要產品是M1689和M1695。前者是單晶片晶片組，即南北橋合二為一，類似NVIDIA的MCP68，由於效能及性價比都有不錯表現，曾經取得各間主機板廠商採用；後者則是該公司的第一款支援PCI-E的晶片組，採用南北橋形式，同時支援AGP和PCI-E。其北橋的PCI-E 16x能分成兩條PCI-E 8x，用以支援顯示卡雙卡加速技術如SLi和CrossFire，縱使當時ULi還未取得相關授權。此外，還有該公司最後正式發佈的M1697，該產品功能與M1695相似，但它是單晶片晶片組，製造成本更低；有主機板廠商曾推出SLi啟動驅動程式，使到ForceWare無須經過任何修改，都可以支援SLi模式。
2005年12月14日，NVIDIA正式宣佈以5200萬美元收購ULi，並於2006年2月21日完成併購。在併購活動前，NVIDIA聲稱會保留ULi品牌，並作為公司的第二個晶片組品牌。後來NVIDIA卻不再供应ULi晶片組，低端市场則让路給自家的MCP68和MCP78晶片組。而原負責ULi晶片組的工程师融入NVIDIA的南橋開發团队，並繼續负责低端市场的项目。
ULi在被併購前，曾經為ATI的晶片組提供南橋。當時ATI自家的SB系列南橋並不成熟，經常出現USB資源佔用過高的情況；而ULi的南橋相對穩定性較強，主機板廠商普遍採用ULi的南橋，取代ATI提供的南橋。正當ATI的晶片組開始發展成熟時，NVIDIA宣佈收購ULi。雖然NVIDIA之前曾保證會繼續供應ULi南橋，給第三方晶片組。但併購後不久，NVIDIA卻突然停止供應ULi南橋。外界普遍認為，NVIDIA要「先下手為強」，制止ATI進一步坐大並威脅NVIDIA在晶片組市場的利益。另外，NVIDIA自己本身的晶片組，亦同樣擁有USB相容問題；從ULi引進的工程師，能有效解決NVIDIA周邊接口的相容問題。

## 產品列表
- 芯片组(包括原先ALi所推出的芯片组)

- AMD平台：

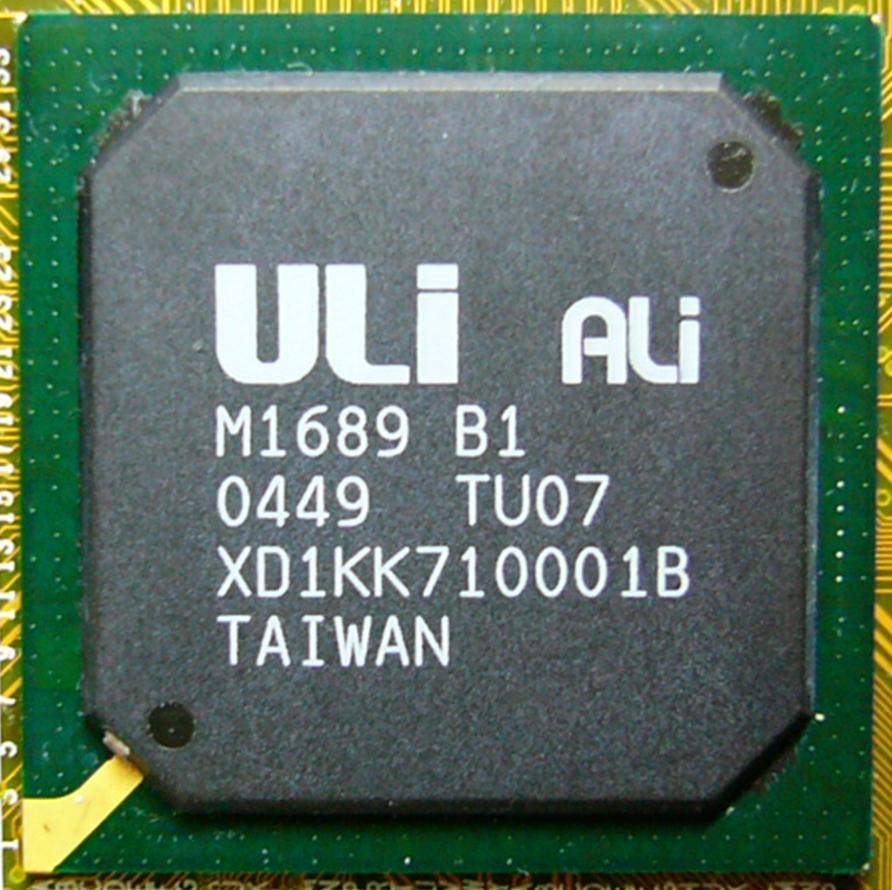
M1689

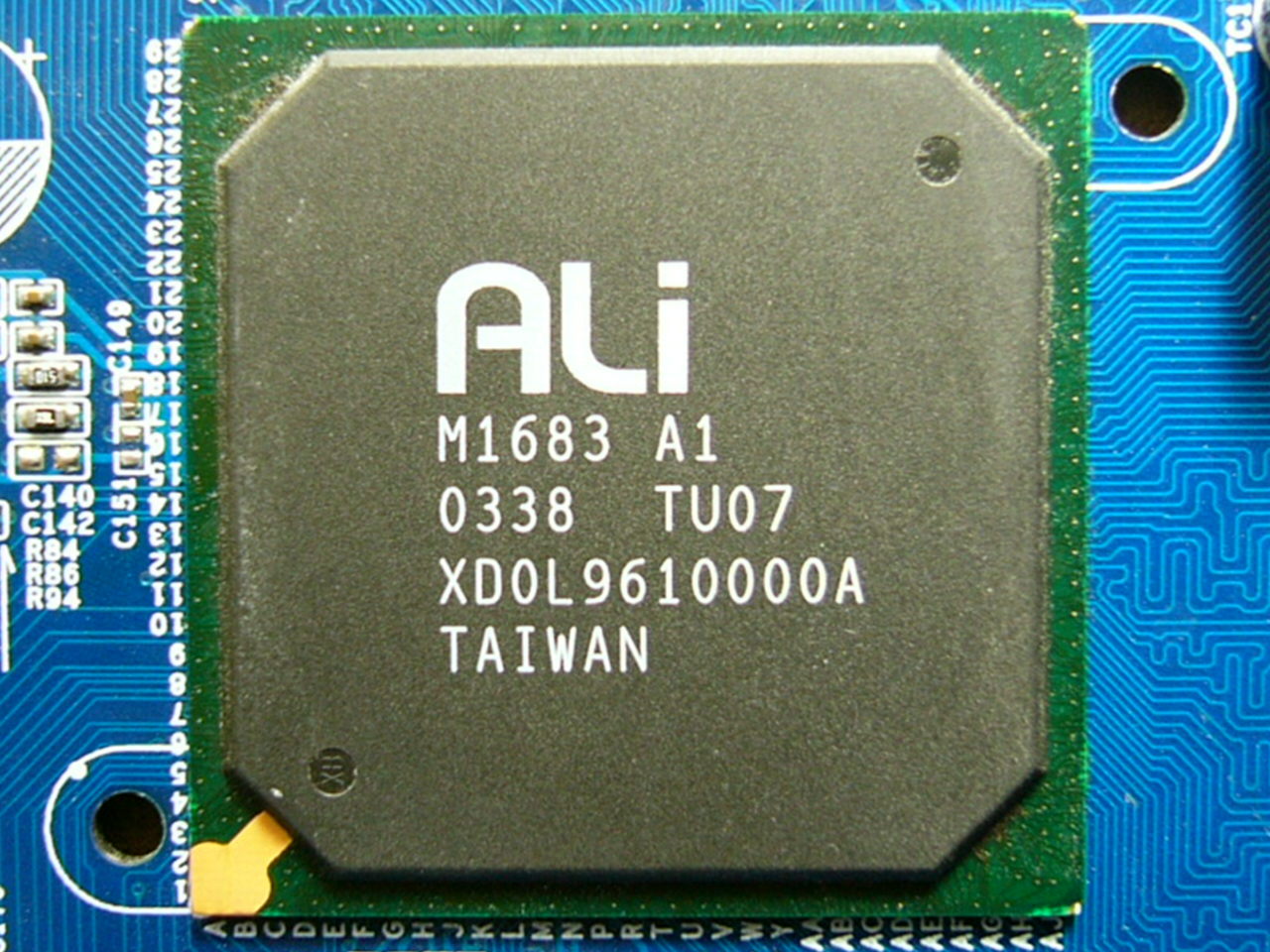
M1683，掛揚智科技商標

- M1646 «CyberMAGiK» 支援Socket A和Slot A，整合了Trident CyberBlade XP
- M1647 «MobileMAGiK 1» 支援Socket A和Slot A
- M1647/M1535D+ «MAGiK 1» 支援Socket A和Slot A
- M1667 «MAGiK 2» 支援Socket A和Slot A
- M1668 «MAGiK K8» 支援Socket 940和754
- M1687/M1565 «Hammer» 支援Socket 940和754；HyperTransport
- M1688/M1563 «MAGiK K8G» 支援Socket 940和754，整合了Trident Blade XP4; AGP 8x
- M1689/M1565 支援AMD Athlon 64、HyperTransport
- M1691/M1673
- M1695 支援AMD Athlon 64、PCI Express、AGP、HyperTransport
- M1697 併購前最後一款晶片組，支援兩條PCI-E 8x，透过專用驅动，能欺騙ForceWare支援SLi

- Intel平台：

- M1217 - 支援Intel 80386SX
- M1429/M1431 - 支援Intel 80486和其他相容的CPU和VESA匯流排
- M1439/M1445 - 支援Socket 3和PCI接口
- M1489 - 支援Socket 3和PCI接口
- M1531/M1543 «ALADDiN IV» 支援Socket 7，最高83 MHz，FPM、EDO、SDRAM，但不支援AGP
- M1531B «ALADDiN IV+» 支援Socket 7
- M1541, M1542 «ALADDiN V» 支援Socket 7, 最高100 MHz, AGP 1x, 2x
- M1561/M1535D «ALADDiN 7» 支援Socket 7
- M1621/M1543 «ALADDiN-Pro II» 支援Slot 1 / Socket 370
- M1631 «ALADDiN TNT2» 支援Slot 1 / Socket 370，整合了NVIDIA TNT 2
- M1632M «CyberBLADE ALADDiN i1» 支援Slot 1 / Socket 370，整合了Trident CyberBlade3D (AGP 2x)
- M1641B/M1535D «ALADDiN-Pro 4» 支援Slot 1 / Socket 370, AGP 1x, 2x, 4x
- M1644 «CyberALADDiN» 支援Slot 1 / Socket 370，整合了Trident CyberBlade XP
- M1644T «CyberALADDiN-T» (Tualatin)
- M1651T «ALADDiN-Pro 5» DDR PC2100
- M1651T/M1535D+ «Aladdin Pro 5T» MaGiK 1  支援Pentium III
- M1671 «ALADDiN-P4» 支援Socket 478, FSB 100x4
- M1672 «CyberALADDiN-P4» 支援Socket 478
- M1681 支援Socket 478
- M1683 支援Socket 478

- 電視機頂盒用晶片：

- M9207
- M9206

- SATA控制器：

- M9207

- USB控制器：

- M9206

- 嵌入式處理器控制器：

- M6117C - 支援Intel 386SX微處理器，EDO記憶體。